# Clarence Lee Swartz
Clarence Lee Swartz (1868-1936) fue un anarquista de mercado estadounidense, partidario del mutualismo.
El escrito más conocido de Swartz es el libro What Is Mutualism? publicado en 1927 donde explica el sistema económico del mutualismo. Editaba una publicación anarquista llamada La Voz del Pueblo y era asistente editorial del periódico de Moses Harman titulado Lucifer the Lightbearer. Fue arrestado en Kansas City, Misuri por distribuir un noticiario dominical llamado Sunday en 1891. Los cargos fueron retirados cuando el acusador no se presentó en la corte.
Fue editor de la revista anarquista I, y fue corrector y ocasionalmente editor del periódico anarcoindividualista Liberty.

## Pensamiento
Fue un enérgico partidario de la propiedad privada y antagonista del anarcocomunismo. Clarence Lee Swartz diferenciaba entre anarcoindividualismo y mutualismo, pensando que los mutualistas "creen en trabajar hacia la eliminación gradual de los cuatro grandes monopolios a través de un cambio pacífico de instituciones voluntarias reemplazando a las compulsivas" mientras que el anarcoindividualismo era anarquismo filosófico.
Al igual que el anarquista de mercado Benjamin Tucker, Clarence Lee Swartz creía que "hay cuatro grandes monopolios que tomaban peaje del producto del trabajo", estos eran:
- el monopolio del dinero
- el monopolio de la tierra
- el monopolio de las tarifas
- el monopolio de las patentes y los derechos de autor

Para Clarence Lee Swartz la aplicación de los principios del mutualismo tendería a crear como forma predominante de organización económica la cooperativa, aunque él creía que podía coexistir con otras formas productivas como un solo productor independiente, formas colectivistas extremas hasta empresas con asalariados sin explotación. También pensaba que bajo el mutualismo laissez faire el intercambio de mercancías tomaría el principio de Josiah Warren del costo como límite del precio.
Clarence Lee Swartz defendía el uso y ocupación como título válido para la tierra, esto para abolir el monopolio de la tierra.
Para aplicar el mutualismo defendía una serie de métodos:
- Ignorar leyes promoviendo la sustitución de instituciones autoritarias por voluntarias
- Resistencia pasiva incluyendo okupación de tierras
- Evasión fiscal
- Emprendimiento cooperativo
- Creación de bancos mutualistas